# Saint-Maurice-Montcouronne
Saint-Maurice-Montcouronne är en kommun i departementet Essonne i regionen Île-de-France i norra Frankrike. Kommunen ligger i kantonen Saint-Chéron som tillhör arrondissementet Étampes. År 2022 hade Saint-Maurice-Montcouronne 1 540 invånare.

## Befolkningsutveckling
Antalet invånare i kommunen Saint-Maurice-Montcouronne
| Referens: INSEE |